# PowerLinux
PowerLinux，是在IBM Power架構平台上運行的Linux作業系統。它通常是指在IBM Power微處理器系列上運行的Linux作業系統。PowerLinux技術中，也包括了PowerVM在內。

## 歷史
IBM自1990年代晚期開始，在Linux作業系統上發展他們的技術。1999年，IBM建立Linux科技中心（Linux Technology Center，LTC），把他們公司內對Linux的研究計劃，與對其他開放原始碼軟體專案的研究計劃，整合在一起。2000年，IBM公司正式宣布將Linux納入他們公司的發展策略核心。2001年，IBM公司投入一百萬美金在推動Linux計劃。

## 外部連結
- Linux Information Center
- IBM developerWorks "Think Power Linux" Community （页面存档备份，存于）